# Michel Courtemanche

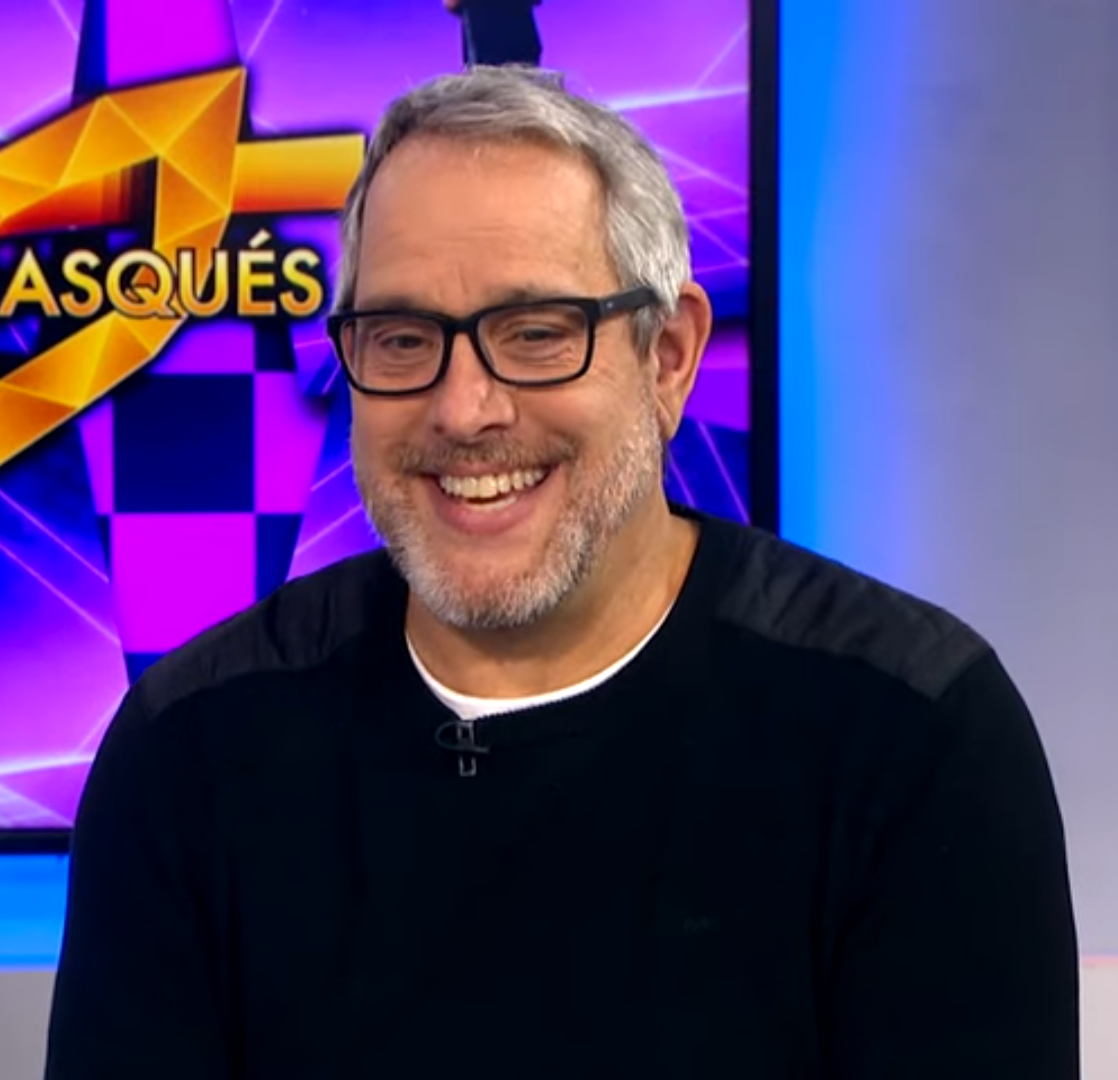
Michel Courtemanche, 2023

Michel Courtemanche (* 11. Dezember 1964 in Laval, Québec, Kanada) ist ein frankokanadischer Stand-Up-Komiker und Schauspieler.

## Leben
Courtemanche begann 1989 mit Auftritten in lokalen kanadischen Kabaretts, wobei er eine kleine Fangemeinde gewann, die mit der Zeit immer größer wurde. 1987 trat er zum ersten Mal beim internationalen Comedy-Festival von Montreal, dem Juste pour rire (auch als Just for Laughs bekannt), auf. Auch hier gehörte er zu den beliebtesten Künstlern und trat in den folgenden Jahren immer wieder auf.
Courtemanche setzt bei seinen Auftritten zu großen Teilen auf mimische und gestische Komik. Sein Erfolg hat mit dem sehr beweglichen Gesicht mit großen Augen und Mund zu tun. Dadurch wirkt die Figur, welche er darstellt, wie eine überzeichnete Karikatur. Deren Sprache ist meist ein unverständliches Kauderwelsch, das vom Klang her zur landestypischen Mundart der von ihm dargestellten Person passt. Seine bekanntesten Sketche sind der US-amerikanische Golfspieler, der russische Gewichtheber sowie der asiatische Kungfu-Akrobat, welcher ein Brett zerschlagen will.
In Deutschland wurde Courtemanche vor allem durch Jürgen von der Lippe bekannt. Als dieser für den WDR in der Reihe Lippes Lachmix vom Festival Just for Laughs berichtete, wurden er und das Publikum auf den Frankokanadier aufmerksam. Kurz darauf folgten die ersten Auftritte in deutschen Fernsehsendungen, unter anderem in von der Lippes Spielshow Geld oder Liebe. Bei RTL Samstag Nacht war Courtemanche wiederkehrender Gaststar und bekam sogar ein eigenes Special mit Auszügen aus seinem Programm.
Nach einem Nervenzusammenbruch vor Publikum im Jahre 1997 und einer daraufhin diagnostizierten bipolaren Störung beendete Courtemanche seine Karriere als Comedian.
In der kurzlebigen Serie Die geheimen Abenteuer des Jules Verne verkörperte er Phileas Foggs Diener Passepartout. Für das Science-Fiction-Abenteuer Star Wars: Episode I – Die dunkle Bedrohung war er laut George Lucas erste Wahl für die Rolle des Jar Jar Binks.
Inzwischen ist Michel Courtemanche auch hinter der Kamera tätig und verantwortlich für die Produktion der franko-kanadischen Sitcom Caméra café.

## Filmografie
- 2000: Die geheimen Abenteuer des Jules Verne
- 2001: Karmina 2
- 2005: Camera Café
- 2007: nyffi in da house